# 澳門戰狼
澳門戰狼（英語：Wolf Warriors），成立於2018年，澳門職業籃球隊，曾經參與東南亞職業籃球聯賽。

## 球隊歷史
2018年8月10日，在忠信功夫把根據地轉到澳門、改組為澳門黑熊參加ABL後，中國球隊的位置換由珠海戰狼頂上（後因中國籃球政策改名澳門戰狼，至此沒有中國代表隊）。
11月17日，澳門戰狼在ABL揭幕戰主場75–107不敵香港東方。

## 球隊場館
澳門戰狼的主場館是位於珠海的斗門體育館。

## 2018/19年賽季球員名單
注释：国旗表示球员在FIBA认证赛事中的国家队资格。球员可能拥有其它非FIBA国籍。

## 外部連結
- Macau Wolf Warriors （页面存档备份，存于）
- Macau Wolf Warriors Facebook Page
- Zhuhai Wolf Warriors page at the official website of ABL （页面存档备份，存于）